# Poecilochaetus trachyderma
Poecilochaetus trachyderma är en ringmaskart som beskrevs av Read 1986. Poecilochaetus trachyderma ingår i släktet Poecilochaetus och familjen Poecilochaetidae.
Artens utbredningsområde är havet kring Nya Zeeland. Inga underarter finns listade i Catalogue of Life.